# Sick Boy
Sick Boy – główny singel z trzeciego minialbumu o tej samej nazwie oraz drugiego albumu studyjnego amerykańskiego duetu producenckiego The Chainsmokers. Singel został wydany 17 stycznia 2018 roku za pośrednictwem wytwórni Disruptor i Columbia Records.
Singel notowany był na szczytach list przebojów m.in. w Niemczech i Austrii, gdzie zyskał status złotej płyty.

## Tło
1 stycznia 2018 roku The Chainsmokers zapowiedzieli nową produkcję, ujawniając swoje nowe logo w mediach społecznościowych. Opublikowali także post zawierający zdanie How many likes is my life worth?. 16 stycznia 2018 r. singel był promowany na billboardzie reklamowym Spotify na Times Square w Nowym Jorku z tym samym zdaniem które po przetłumaczeniu znaczy - Ile "lajków" jest warte moje życie? Piosenka Sick Boy została opisana jako piosenka o samoidentyfikacji w dzisiejszym świecie i staniu przed obliczem tego, co możesz i nie możesz kontrolować w materiałach prasowych.

## Teledysk
W dniu premiery singla opublikowano teledysk w reżyserii Brewera z członkami The Chainsmokers i perkusistą Mattem McGuire'em wykonujących piosenkę na pustej scenie. W trakcie całego filmu ich wnętrza są ujawniane przez światła sceniczne.

## Lista utworów
| Digital download | Digital download | Digital download |
| Nr               | Tytuł utworu     | Długość          |
| ---------------- | ---------------- | ---------------- |
| 1.               | „Sick Boy”       | 3:13             |

| Digital download (Remixes EP) | Digital download (Remixes EP)  | Digital download (Remixes EP) |
| Nr                            | Tytuł utworu                   | Długość                       |
| ----------------------------- | ------------------------------ | ----------------------------- |
| 1.                            | „Sick Boy” (Zaxx remix)        | 3:39                          |
| 2.                            | „Sick Boy” (Prismo remix)      | 3:44                          |
| 3.                            | „Sick Boy” (Owen Norton remix) | 3:14                          |
| 4.                            | „Sick Boy” (Kuur remix)        | 3:27                          |
| 5.                            | „Sick Boy” (Trobi remix)       | 2:49                          |
| 6.                            | „Sick Boy” (neutral. remix)    | 2:55                          |

## Twórcy utworu
- The Chainsmokers – produkcja
- Tony Ann – pianino
- Shaun Frank – produkcja, programowanie, miksowanie
- Chris Gehringer – mastering

## Notowania
| Wykres (2018)                             | Pozycja |
| ----------------------------------------- | ------- |
| Australia (ARIA)                          | 37      |
| Austria (Ö3 Austria Top 40)               | 4       |
| Dania (Tracklisten)                       | 13      |
| Belgia (Ultratop 50 Flanders)             | 30      |
| Belgia (Ultratop 50 Wallonia)             | 32      |
| Czechy (Rádio Top 100)                    | 5       |
| Finlandia (Suomen virallinen lista)       | 5       |
| Francja (SNEP)                            | 198     |
| Hiszpania (PROMUSICAE)                    | 88      |
| Holandia (Single Top 100)                 | 17      |
| Irlandia (IRMA)                           | 17      |
| Kanada (Canadian Hot 100)                 | 29      |
| Liban (Lebanese Top 20)                   | 18      |
| Łotwa (Latvijas Top 40)                   | 7       |
| Meksyk (Billboard)                        | 31      |
| Niemcy (Official German Charts)           | 5       |
| Nowa Zelandia (Recorded Music NZ)         | 25      |
| Norwegia (VG-lista)                       | 3       |
| Portugalia (AFP)                          | 26      |
| Słowacja (Rádio Top 100)                  | 21      |
| Stany Zjednoczone (Billboard Hot 100)     | 65      |
| Szkocja (Official Charts Company)         | 65      |
| Szwajcaria (Schweizer Hitparade)          | 32      |
| Szwecja (Sverigetopplistan)               | 8       |
| Węgry (Single Top 40)                     | 39      |
| Wielka Brytania (Official Charts Company) | 35      |
| Włochy (FIMI)                             | 61      |

## Certyfikaty
| Panśtwo                | Certyfikat | Sprzedaż |
| ---------------------- | ---------- | -------- |
| Australia (ARIA)       | Złoto      | 35 000   |
| Austria (IFPI Austria) | Złoto      | 15 000   |
| Belgia (BEA)           | Złoto      | 15 000   |
| Dania (IFPI Denmark)   | Złoto      | 45 000   |
| Niemcy (BVMI)          | Złoto      | 200 000  |
| Polska (ZPAV)          | Platyna    | 20 000   |

## Historia wydania
| Region | Data                  | Format                     |
| ------ | --------------------- | -------------------------- |
| Różne  | 17 stycznia 2018 roku | Digital download           |
| Włochy | 18 stycznia 2018 roku | Contemporary hit radio     |
| USA    | 23 stycznia 2018 roku | Contemporary hit radio     |
| Różne  | 9 lutego 2018 roku    | Digital download (Remixes) |